# 34523 Manzanero
34523 Manzanero è un asteroide della fascia principale. Scoperto nel 2000, presenta un'orbita caratterizzata da un semiasse maggiore pari a 3,0761943 au e da un'eccentricità di 0,1044167, inclinata di 1,35589° rispetto all'eclittica.